# EPICENTER Major 2019
EPICENTER Major var en Dota 2-turnering som anordnades i Moskva mellan 22 och 30 juni 2019. Turneringen var den tredje Majorn i den professionella Dota 2-säsongen mellan 2018/2019. 16 lag deltog i turneringen. Vinnarna av Majorn var Vici Gaming, som besegrade Team Liquid i en bäst av fem final, där Vici Gaming vann 3–2.

## Lag
| Inbjudna - Team Secret - Team Liquid - OG (e-sport) - Gambit Esports - Virtus.pro - PSG.LGD - Royal Never Give Up - Vici Gaming - TNC Predator - Fnatic - Forward Gaming - Evil Geniuses - paiN Gaming - Infamous - Ninjas in Pyjamas - Alliance |

## Resultat
| Plats | Lag                                     | Prispengar |
| 1     | Vici Gaming                             | $350,000   |
| 2     | Team Liquid                             | $170,000   |
| 3     | Virtus.pro                              | $100,000   |
| 4     | TNC Predator                            | $80,000    |
| 5-6   | PSG.LGD                                 | $60,000    |
| 5-6   | Alliance                                | $60,000    |
| 7-8   | OG                                      | $40,000    |
| 7-8   | Gambit Esports                          | $40,000    |
| 9-12  | Forward Gaming & Team Secret            | $15,000    |
| 9-12  | Royal Never Give Up & Ninjas in Pyjamas | $15,000    |
| 13-16 | Fnatic & Evil Geniuses                  | $10,000    |
| 13-16 | Infamous & paiN Gaming                  | $10,000    |